# Jakub Čunta
Jakub Čunta (* 28. srpna 1996, Bratislava) je slovenský fotbalový útočník, záložník či obránce, od ledna 2015 působící v A-týmu FK Senica.

## Klubová kariéra
Svoji fotbalovou kariéru začal v FC Petržalce Akadémie, odkud v průběhu mládeže zamířil do FK Senica.

### FK Senica
V zimním přestupovém období ročníku 2014/15 se propracoval do prvního mužstva.

#### Sezóna 2014/15
Ve slovenské nejvyšší soutěži debutoval pod trenérem Eduardem Pagáčem v ligovém utkání 33. kola 30. května 2015 proti FO ŽP Šport Podbrezová (výhra Senice 3:0), odehrál celý zápas. Jednalo se o jeho jediný start v sezoně.